# Periscepsia prunicia
Periscepsia prunicia är en tvåvingeart som först beskrevs av Herting 1969.  Periscepsia prunicia ingår i släktet Periscepsia och familjen parasitflugor. Inga underarter finns listade i Catalogue of Life.